# Kathleen Satchwell

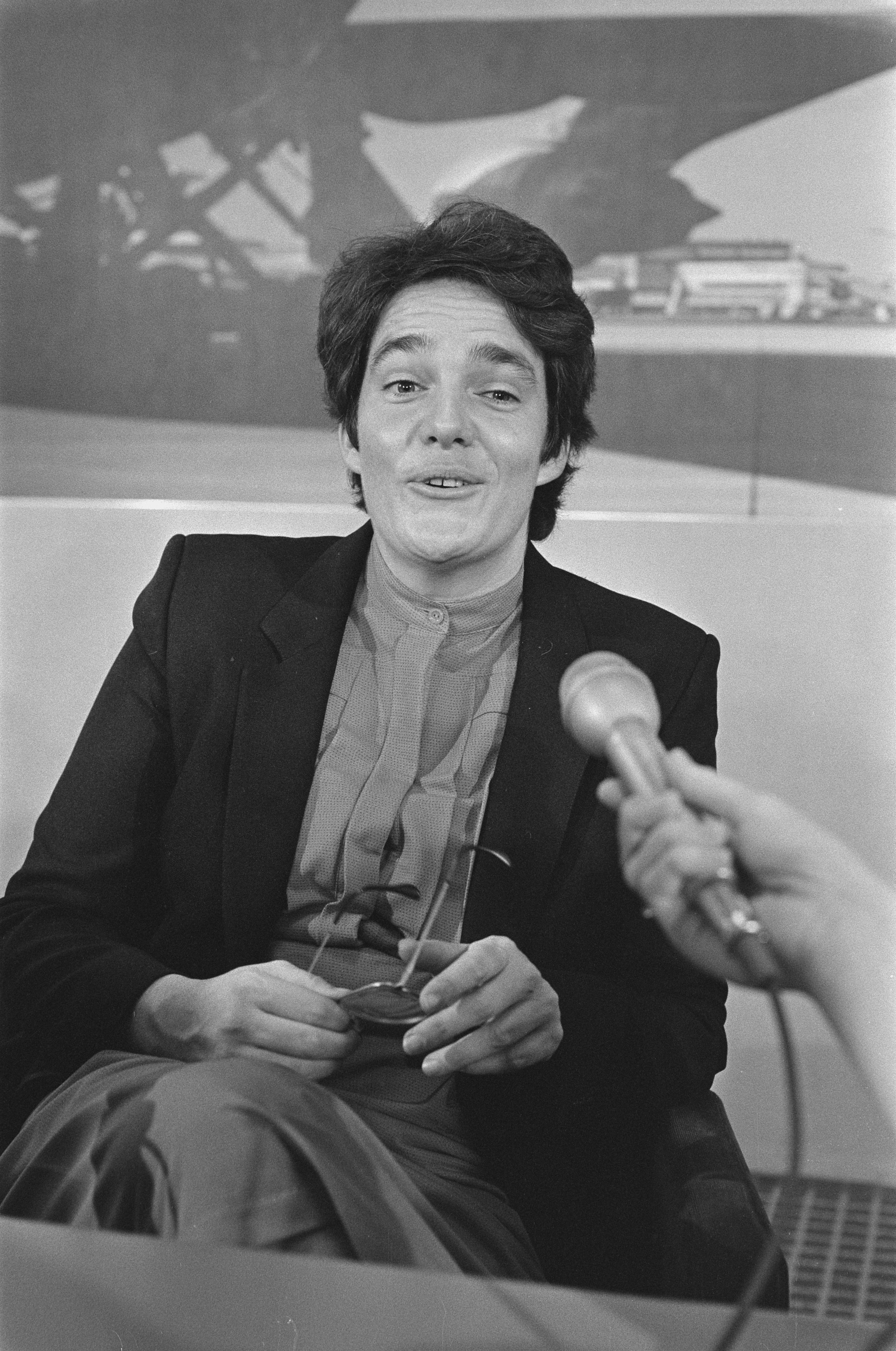
Kathy Satchwell (1985)

Kathleen Satchwell, thường được gọi là Kathy Satchwell, là thẩm phán của Phân khu Gauteng của Tòa án Tối cao (trước đây là Tòa án Tối cao Bắc Gauteng) tại Nam Phi.

## Tiểu sử
Bà được đào tạo tại Đại học Rhodes vào những năm 1960.
Bà là một luật sư nhân quyền nổi tiếng trong những năm 1990. Satchwell cũng liên quan đến các vụ kiện của Câu lạc bộ bóng đá Mandela United (MUFC) và những người có liên quan đến vụ giết Stompie Moeketsi, trong giai đoạn 1990-1992. Bà đã đưa ra bằng chứng trước Ủy ban Sự thật và Hòa giải về vai trò của hệ thống pháp luật trong việc góp phần vi phạm nhân quyền ở Nam Phi dưới thời apartheid. Năm 1999, Satchwell được Tổng thống Nelson Mandela bổ nhiệm làm Chủ tịch Ủy ban Quỹ Tai nạn Đường bộ.
Vào tháng 9 năm 2001 trong vụ án tên là Satchwell v Tổng thống Cộng hòa Nam Phi, Satchwell, một người đồng tính nữ cởi mở, đã giành quyền cho đối tác của mình được hưởng những lợi ích giống như những người trước đây dành cho vợ hoặc chồng của các thẩm phán dị tính đã kết hôn. Quyền này đã được Tòa án Hiến pháp xác nhận vào năm 2002. Quyết định này được coi là một trong năm quyết định chính đã đặt ra tình trạng pháp lý của các cặp đồng giới ở Nam Phi trước khi việc hợp pháp hóa hôn nhân đồng giới được thực hiện.